# Phaeostigma (Phaeostigma) notata
Phaeostigma (Phaeostigma) notata of drukke zwartvlekkameel is een insect uit de orde kameelhalsvliegen (Raphidioptera) en de familie Raphidiidae. Vroeger werd de soort tot het geslacht Raphidia gerekend, zodat de verouderde wetenschappelijke naam Raphidia notota soms nog wordt gebruikt in de literatuur.

## Kenmerken
De lichaamslengte is ongeveer 20 millimeter, de kameelhalsvlieg heeft een zwarte lichaamskleur en transparante vleugels. Het lichaam is voorzien van de voor kameelhalsvliegen typische lange 'hals', die bestaat uit een verlengd deel van het eerste borststuksegment. De larven zijn sterk afgeplat, de kop en het eerste borststuksegment zijn verhard maar een echte hals ontbreekt bij de larve. Mannetjes zijn eenvoudig van vrouwtjes te onderscheiden doordat deze laatsten een lange, niet-intrekbare legbuis (ovipositor) bezitten. Dit is een lange, dunne naald achtige structuur aan het achterlijf, die doet denken aan en angel maar dient om de eitjes af te zetten in spleten in het hout.

## Leefwijze en voorkomen
Net als andere kameelhalsvliegen zijn zowel de larven als de volwassen exemplaren felle rovers. Door de geringe lengte worden kleine, op planten levende prooien gegrepen zoals bladluizen en insecteneitjes. Voor de paring zijn de vrouwtjes zeer agressief en vallen zelfs de mannetjes aan. Maar als het moment van de paring begint, kalmeren zij en kan de paring plaatsvinden zonder verdere problemen.
Phaeostigma (Phaeostigma) notata komt voor in delen van Europa, onder andere in België, Nederland en het Verenigd Koninkrijk.